# Alopecognathus
Alopecognathus is een geslacht van uitgestorven therapsiden, behorend tot de familie Scylacosauridae van de Therocephalia. Het dier leefde in het Midden-Perm in zuidelijk Afrika.

## Fossiele vondsten
Fossielen van Alopecognathus zijn gevonden in de Tapinocephalus-faunazone in de Karoo in Zuid-Afrika. De vondsten dateren uit het Capitanien.
De typesoort Alopecognathus angusticeps werd in 1915 benoemd en beschreven door Robert Broom. De geslachtsnaam is afgeleid van het Grieks alopex, “vos”, en gnathos, "kaak". De soortaanduiding betekent "smalhoofd" in het Latijn.
Het holotype is AMNH 5559, een schedel gevonden bij Grootfrontein.

## Taxonomie
Een deel van de fossielen van Alopecognathus werd voorheen toegeschreven aan Glanosuchus. Revisie van de Scylacosauridae in 2023 leidde tot andere inzichten. Verschillen in de bouw van de schedel onderscheiden de twee grote scylacosauriërs van elkaar met onder meer een bredere snuit en grotere, meer gekromde bovenste tanden bij Glanosuchus. 

## Kenmerken
Alopecognathus had een schedellengte van ongeveer 33 cm. De totale lichaamslengte van een volwassen dier bedroeg van ruim anderhalve meter. Het was een carnivoor. 